# Football Club Emmen
Il Football Club Emmen, meglio noto come Emmen, è una società calcistica olandese di Emmen, militante nella Eerste Divisie, la seconda serie olandese.

## Storia
Il club fu fondato il 21 agosto 1925 a livello amatoriale. Una volta istituito il professionismo nel calcio olandese nel 1954, la società decise di proseguire la sua attività a livello dilettantistico nei campionati minori. Dal 1985 l'FC Emmen ha aderito alle divisioni professionistiche olandesi, venendo di conseguenza ammesso nel campionato di Eerste Divisie sotto la denominazione di BVO Emmen (dove BVO stava per Betaald Voetbal Organisatie, ossia "organizzazione calcio professionistico") per distinguerla dalla sezione dilettantistica che mantenne la denominazione originaria. Dal 2005 la sezione professionistica ha deciso di utilizzare la denominazione fondativa di FC Emmen. Durante la sua permanenza nel calcio professionistico, l'FC Emmen ha esclusivamente militato nel campionato di Eerste Divisie, ma nella stagione 2017-2018, vincendo i play-off contro lo Sparta Rotterdam, parteciperà al campionato di Eredivisie per la prima volta.

### Esordio in Eredivisie
L'esordio nella massima serie olandese avviene nel migliore dei modi, con un successo per 2-1 in casa dell'ADO; il primissimo gol in Eredivisie viene realizzato dal difensore Glenn Bijl, mentre il raddoppio è opera di Anco Jansen. Dopo aver subito 9 gol nelle due sfide successive (4 dall'AZ Alkmaar e 5 dall'Ajax), l'Emmen strappa un pareggio casalingo contro l'altra neopromossa del torneo (De Graafschap), prima di ottenere un'altra vittoria esterna sempre per 2-1, questa volta sul campo dell'Utrecht, ribaltando il risultato. Bisogna aspettare 6 partite per vedere l'Emmen trionfare, per la prima volta in casa, contro il NAC per 2-0: nel mentre 3 sconfitte (tra cui il pesante 6-0 sul campo del PSV) e 3 pareggi. Domenica 16 dicembre, partita valida per la 16ª giornata di campionato, l'Emmen ottiene un'incredibile vittoria sul campo del Groningen: sotto di una rete, realizzata all'87º minuto, Nicklas Pedersen mette a segno due gol (il primo all'88º ed il secondo al 93º), ribaltando la situazione e fissando il risultato sull'1-2 finale. Prima della sosta invernale, il club cade tra le mura amiche per 2-0 contro il Willem II. Il 20 gennaio 2019, durante la 18ª giornata di campionato (prima del 2019 nonché prima del girone di ritorno), l'Emmen recupera le due reti di svantaggio nel finale di gara (grazie alla doppietta di Pedersen arrivata dopo l'80º minuto) e ferma il PSV su un incredibile 2-2, in quanto il club di Eindhoven, capolista, prima d'ora aveva perso una sola partita, vincendo le restanti 16. In quanto vincitore della Eerste Divisie 2021-2022, secondo livello del calcio olandese, torna in Eredivisie dopo appena una stagione di assenza.

## Rosa 2024-2025
| N. |                        | Ruolo | Calciatore      |
| -- | ---------------------- | ----- | --------------- |
| 2  | Capo Verde (bandiera)  | D     | Jorginho Soares |
| 3  | Paesi Bassi (bandiera) | C     | Dennis Vos      |
| 4  | Paesi Bassi (bandiera) | D     | Mike te Wierik  |
| 5  | Paesi Bassi (bandiera) | D     | Tim Geypens     |
| 6  | Paesi Bassi (bandiera) | D     | Pascal Mulder   |
| 7  | Germania (bandiera)    | C     | Torben Rhein    |
| 8  | Giordania (bandiera)   | C     | Alaa Bakir      |
| 9  | Norvegia (bandiera)    | A     | Adrian Rogulj   |
| 10 | Germania (bandiera)    | C     | Jalen Hawkins   |
| 11 | Paesi Bassi (bandiera) | A     | Chardi Landu    |
| 12 | Paesi Bassi (bandiera) | A     | Freddy Quispel  |
| 17 | Paesi Bassi (bandiera) | C     | Jorn Hekkert    |
| 18 | Camerun (bandiera)     | C     | Franck Evina    |

| N. |                        | Ruolo | Calciatore        |
| -- | ---------------------- | ----- | ----------------- |
| 19 | Finlandia (bandiera)   | A     | Agon Sadiku       |
| 20 | Germania (bandiera)    | C     | Julius Kade       |
| 21 | Paesi Bassi (bandiera) | C     | Djenahro Nunumete |
| 22 | Paesi Bassi (bandiera) | P     | Jan Hoekstra      |
| 23 | Marocco (bandiera)     | D     | Faris Hammouti    |
| 24 | Francia (bandiera)     | C     | Kelian Nsona      |
| 26 | Germania (bandiera)    | C     | Fridolin Wagner   |
| 27 | Paesi Bassi (bandiera) | D     | Robin Schouten    |
| 28 | Paesi Bassi (bandiera) | P     | Robin Jalving     |
| 29 | Paesi Bassi (bandiera) | A     | Joey Konings      |
| 34 | Paesi Bassi (bandiera) | D     | Gijs Bolk         |
| 38 | Germania (bandiera)    | P     | Luca Unbehaun     |
|    | Germania (bandiera)    | C     | Michael Martin    |

## Rosa 2023-2024
| N. |                        | Ruolo | Calciatore         |
| -- | ---------------------- | ----- | ------------------ |
| 1  | Germania (bandiera)    | P     | Eric Oelschlägel   |
| 2  | Paesi Bassi (bandiera) | D     | Robin Schouten     |
| 3  | Paesi Bassi (bandiera) | D     | Jeff Hardeveld     |
| 4  | Paesi Bassi (bandiera) | D     | Mike te Wierik     |
| 6  | Paesi Bassi (bandiera) | C     | Maikel Kieftenbeld |
| 7  | Paesi Bassi (bandiera) | A     | Vicente Besuijen   |
| 8  | Francia (bandiera)     | C     | Lucas Bernadou     |
| 9  | Polonia (bandiera)     | A     | Piotr Parzyszek    |
| 10 | Paesi Bassi (bandiera) | C     | Desley Ubbink      |
| 11 | Paesi Bassi (bandiera) | A     | Chardi Landu       |
| 13 | Belgio (bandiera)      | D     | Michaël Heylen     |

| N. |                        | Ruolo | Calciatore         |
| -- | ---------------------- | ----- | ------------------ |
| 14 | Paesi Bassi (bandiera) | C     | Dennis Vos         |
| 16 | Paesi Bassi (bandiera) | P     | Kyan van Dorp      |
| 18 | Paesi Bassi (bandiera) | D     | Lorenzo Burnet     |
| 19 | Paesi Bassi (bandiera) | C     | Ben Scholte        |
| 20 | Paesi Bassi (bandiera) | C     | Jari Vlak          |
| 21 | Paesi Bassi (bandiera) | C     | Patrick Brouwer    |
| 22 | Paesi Bassi (bandiera) | P     | Jan Hoekstra       |
| 23 | Paesi Bassi (bandiera) | C     | Ahmed El Messaoudi |
| 24 | Paesi Bassi (bandiera) | D     | Julius Dirksen     |
| 25 | Paesi Bassi (bandiera) | C     | Jorrit Smeets      |
| 29 | Paesi Bassi (bandiera) | A     | Joey Konings       |

## Rosa 2022-2023
| N. |                        | Ruolo | Calciatore           |
| -- | ---------------------- | ----- | -------------------- |
| 1  | Germania (bandiera)    | P     | Eric Oelschlägel     |
| 2  | Paesi Bassi (bandiera) | D     | Keziah Veendorp      |
| 3  | Paesi Bassi (bandiera) | D     | Jeff Hardeveld       |
| 4  | Paesi Bassi (bandiera) | D     | Jeroen Veldmate      |
| 5  | Perù (bandiera)        | D     | Miguel Araujo        |
| 6  | Paesi Bassi (bandiera) | C     | Maikel Kieftenbeld   |
| 7  | Portogallo (bandiera)  | C     | Rui Mendes           |
| 8  | Francia (bandiera)     | C     | Lucas Bernadou       |
| 9  | Paesi Bassi (bandiera) | A     | Richairo Živković    |
| 10 | Paesi Bassi (bandiera) | C     | Mark Diemers         |
| 11 | Finlandia (bandiera)   | C     | Jasin-Amin Assehnoun |
| 13 | Belgio (bandiera)      | D     | Michaël Heylen       |
| 15 | Perù (bandiera)        | A     | Gonzalo Sánchez      |
| 16 | Paesi Bassi (bandiera) | P     | Kyan van Dorp        |
| 18 | Paesi Bassi (bandiera) | D     | Lorenzo Burnet       |

| N. |                        | Ruolo | Calciatore          |
| -- | ---------------------- | ----- | ------------------- |
| 19 | Paesi Bassi (bandiera) | C     | Ben Scholte         |
| 20 | Paesi Bassi (bandiera) | C     | Jari Vlak           |
| 21 | Paesi Bassi (bandiera) | C     | Maurilio de Lannoy  |
| 23 | Paesi Bassi (bandiera) | C     | Ahmed El Messaoudi  |
| 24 | Paesi Bassi (bandiera) | D     | Julius Dirksen      |
| 26 | Paesi Bassi (bandiera) | P     | Max Wolfs           |
| 27 | Francia (bandiera)     | C     | Azzeddine Toufiqui  |
| 28 | Algeria (bandiera)     | A     | Oussama Darfalou    |
| 29 | Francia (bandiera)     | D     | Arnaud Luzayadio    |
| 30 | Paesi Bassi (bandiera) | A     | Mart Lieder         |
| 32 | Paesi Bassi (bandiera) | P     | Mickey van der Hart |
| 34 | Belgio (bandiera)      | D     | Mohamed Bouchouari  |
| 77 | Paesi Bassi (bandiera) | A     | Ole Romeny          |
| 99 | Turchia (bandiera)     | A     | Metehan Güçlü       |

## Rosa 2021-2022
| N. |                        | Ruolo | Calciatore           |
| -- | ---------------------- | ----- | -------------------- |
| 1  | Germania (bandiera)    | P     | Michael Brouwer      |
| 2  | Paesi Bassi (bandiera) | D     | Mitch Apau           |
| 3  | Paesi Bassi (bandiera) | D     | Jeff Hardeveld       |
| 4  | Paesi Bassi (bandiera) | D     | Jeroen Veldmate      |
| 5  | Perù (bandiera)        | D     | Miguel Araujo        |
| 6  | Paesi Bassi (bandiera) | D     | Leonel Miguel        |
| 7  | Portogallo (bandiera)  | C     | Rui Mendes           |
| 8  | Francia (bandiera)     | C     | Lucas Bernadou       |
| 9  | Turchia (bandiera)     | A     | Metehan Güclü        |
| 10 | Paesi Bassi (bandiera) | C     | Peter van Ooijen     |
| 11 | Finlandia (bandiera)   | C     | Jasin-Amin Assehnoun |
| 13 | Paesi Bassi (bandiera) | D     | Keziah Veendorp      |
| 14 | Paesi Bassi (bandiera) | A     | Reda Kharchouch      |
| 16 | Paesi Bassi (bandiera) | P     | Kyan van Dorp        |
| 18 | Paesi Bassi (bandiera) | D     | Lorenzo Burnet       |

| N. |                        | Ruolo | Calciatore         |
| -- | ---------------------- | ----- | ------------------ |
| 19 | Paesi Bassi (bandiera) | C     | Ben Scholte        |
| 20 | Paesi Bassi (bandiera) | C     | Jari Vlak          |
| 21 | Paesi Bassi (bandiera) | C     | Luciano Carty      |
| 22 | Paesi Bassi (bandiera) | D     | Joël van Kaam      |
| 23 | Paesi Bassi (bandiera) | D     | Kian Slor          |
| 24 | Curaçao (bandiera)     | C     | Lentini Caciano    |
| 26 | Paesi Bassi (bandiera) | P     | Indy Groothuizen   |
| 27 | Francia (bandiera)     | C     | Azzeddine Toufiqui |
| 28 | Paesi Bassi (bandiera) | C     | Teun Bijleveld     |
| 29 | Francia (bandiera)     | D     | Arnaud Luzayadio   |
| 30 | Paesi Bassi (bandiera) | A     | Mart Lieder        |
| 33 | Paesi Bassi (bandiera) | D     | Peet Bijen         |
| 34 | Paesi Bassi (bandiera) | C     | Oussama El Azzouzi |
| 44 | Paesi Bassi (bandiera) | D     | Julius Dirksen     |
| 77 | Paesi Bassi (bandiera) | A     | Ole Romeny         |

## Rosa 2020-2021
| N. |                        | Ruolo | Calciatore       |
| -- | ---------------------- | ----- | ---------------- |
| 1  | Germania (bandiera)    | P     | Felix Wiedwald   |
| 3  | Paesi Bassi (bandiera) | D     | Keziah Veendorp  |
| 4  | Paesi Bassi (bandiera) | D     | Nick Bakker      |
| 5  | Perù (bandiera)        | D     | Miguel Araujo    |
| 7  | Svezia (bandiera)      | C     | Simon Tibbling   |
| 8  | Paesi Bassi (bandiera) | C     | Michael de Leeuw |
| 9  | Croazia (bandiera)     | A     | Marko Kolar      |
| 10 | Perù (bandiera)        | C     | Sergio Peña      |
| 11 | Danimarca (bandiera)   | A     | Nikolai Laursen  |
| 12 | Paesi Bassi (bandiera) | A     | Luciano Carty    |
| 14 | Paesi Bassi (bandiera) | D     | Ferhat Görgülü   |
| 15 | Perù (bandiera)        | C     | Didier La Torre  |
| 16 | Paesi Bassi (bandiera) | P     | Robin Jalving    |
| 17 | Paesi Bassi (bandiera) | A     | Paul Gladon      |
| 18 | Rep. Ceca (bandiera)   | D     | Denis Granečný   |
| 19 | Paesi Bassi (bandiera) | C     | Ben Scholte      |
| 20 | Paesi Bassi (bandiera) | C     | Jari Vlak        |

| N. |                        | Ruolo | Calciatore         |
| -- | ---------------------- | ----- | ------------------ |
| 21 | Paesi Bassi (bandiera) | C     | Hilal Ben Moussa   |
| 22 | Paesi Bassi (bandiera) | D     | Caner Cavlan       |
| 23 | Paesi Bassi (bandiera) | D     | Glenn Bijl         |
| 24 | Francia (bandiera)     | C     | Lucas Bernadou     |
| 25 | Belgio (bandiera)      | A     | Sekou Sidibe       |
| 26 | Paesi Bassi (bandiera) | P     | Dennis Telgenkamp  |
| 28 | Paesi Bassi (bandiera) | P     | Michael Verrips    |
| 29 | Svizzera (bandiera)    | D     | Elias Frei         |
| 30 | Stati Uniti (bandiera) | D     | Desevio Payne      |
| 31 | Turchia (bandiera)     | A     | Kerim Frei         |
| 32 | Paesi Bassi (bandiera) | C     | Robbert de Vos     |
| 34 | Paesi Bassi (bandiera) | D     | Ricardo van Rhijn  |
| 35 | Perù (bandiera)        | D     | Jean-Pierre Rhyner |
| 77 | Serbia (bandiera)      | C     | Luka Adžić         |
| 93 | Paesi Bassi (bandiera) | P     | Stefan van der Lei |
|    | Curaçao (bandiera)     | C     | Lentini Caciano    |

## Rosa 2019-2020
Rosa aggiornata al 28 settembre 2019
| N. |                        | Ruolo | Calciatore       |
| -- | ---------------------- | ----- | ---------------- |
| 1  | Germania (bandiera)    | P     | Matthias Hamrol  |
| 2  | Belgio (bandiera)      | D     | Michaël Heylen   |
| 3  | Paesi Bassi (bandiera) | D     | Keziah Veendorp  |
| 4  | Paesi Bassi (bandiera) | D     | Nick Bakker      |
| 6  | Paesi Bassi (bandiera) | C     | Anco Jansen      |
| 7  | Paesi Bassi (bandiera) | C     | Wouter Marinus   |
| 8  | Paesi Bassi (bandiera) | C     | Michael de Leeuw |
| 9  | Croazia (bandiera)     | A     | Marko Kolar      |
| 10 | Svizzera (bandiera)    | A     | Shani Tarashaj   |
| 11 | Danimarca (bandiera)   | A     | Nikolai Laursen  |
| 12 | Paesi Bassi (bandiera) | A     | Freddy Quispel   |
| 14 | Belgio (bandiera)      | D     | Ferhat Görgülü   |
| 15 | Paesi Bassi (bandiera) | C     | Tom Hiariej      |
| 16 | Paesi Bassi (bandiera) | P     | Robin Jalving    |
| 17 | Perù (bandiera)        | C     | Sergio Peña      |
| 18 | Paesi Bassi (bandiera) | D     | Ruben Roosken    |

| N. |                        | Ruolo | Calciatore         |
| -- | ---------------------- | ----- | ------------------ |
| 20 | Paesi Bassi (bandiera) | C     | Michael Chacón     |
| 21 | Svizzera (bandiera)    | C     | Filip Ugrinic      |
| 22 | Stati Uniti (bandiera) | D     | Desevio Payne      |
| 23 | Paesi Bassi (bandiera) | D     | Glenn Bijl         |
| 24 | Paesi Bassi (bandiera) | D     | Daniel Camara Bos  |
| 25 | Curaçao (bandiera)     | D     | Jafar Arias        |
| 26 | Paesi Bassi (bandiera) | P     | Dennis Telgenkamp  |
| 27 | Croazia (bandiera)     | D     | Leon Sopić         |
| 28 | Paesi Bassi (bandiera) | D     | Lorenzo Burnet     |
| 29 | Paesi Bassi (bandiera) | C     | Luciano Slagveer   |
| 30 | Paesi Bassi (bandiera) | C     | Henk Bos           |
| 32 | Paesi Bassi (bandiera) | C     | Robbert de Vos     |
| 39 | Germania (bandiera)    | D     | Jan-Niklas Beste   |
| 93 | Paesi Bassi (bandiera) | P     | Stefan van der Lei |
|    | Svezia (bandiera)      | P     | Pontus Dahlberg    |

## Rosa 2018-2019
Rosa aggiornata al 31 gennaio 2019
| N. |                        | Ruolo | Calciatore         |
| -- | ---------------------- | ----- | ------------------ |
| 1  | Paesi Bassi (bandiera) | P     | Peter van der Vlag |
| 2  | Paesi Bassi (bandiera) | D     | Stef Gronsveld     |
| 3  | Paesi Bassi (bandiera) | D     | Tim Siekman        |
| 4  | Paesi Bassi (bandiera) | D     | Nick Bakker        |
| 5  | Paesi Bassi (bandiera) | D     | Gersom Klok        |
| 6  | Paesi Bassi (bandiera) | C     | Anco Jansen        |
| 7  | Paesi Bassi (bandiera) | C     | Wouter Marinus     |
| 8  | Paesi Bassi (bandiera) | C     | Hilal Ben Moussa   |
| 9  | Danimarca (bandiera)   | A     | Nicklas Pedersen   |
| 10 | Paesi Bassi (bandiera) | C     | Alexander Bannink  |
| 11 | Paesi Bassi (bandiera) | C     | Reuven Niemeijer   |
| 12 | Paesi Bassi (bandiera) | P     | Kjell Scherpen     |
| 13 | Paesi Bassi (bandiera) | D     | Keziah Veendorp    |
| 14 | Belgio (bandiera)      | C     | Jason Bourdouxhe   |

| N. |                        | Ruolo | Calciatore         |
| -- | ---------------------- | ----- | ------------------ |
| 15 | Paesi Bassi (bandiera) | C     | Michael de Leeuw   |
| 16 | Paesi Bassi (bandiera) | C     | Kasper Oldenburger |
| 17 | Paesi Bassi (bandiera) | C     | Luciano Slagveer   |
| 18 | Paesi Bassi (bandiera) | C     | Emil Bijlsma       |
| 19 | Paesi Bassi (bandiera) | D     | Stephen Warmolts   |
| 20 | Paesi Bassi (bandiera) | C     | Michael Chacón     |
| 22 | Paesi Bassi (bandiera) | P     | Kjell Scherpen     |
| 23 | Paesi Bassi (bandiera) | D     | Glenn Bijl         |
| 25 | Paesi Bassi (bandiera) | D     | Willem Huizing     |
| 26 | Paesi Bassi (bandiera) | P     | Dennis Telgenkamp  |
| 27 | Paesi Bassi (bandiera) | C     | Delano Grootenhuis |
| 30 | Paesi Bassi (bandiera) | C     | Henk Bos           |
| 33 | Paesi Bassi (bandiera) | D     | Nick Kuipers       |
| 44 | Croazia (bandiera)     | D     | Andrej Lukić       |

## Rosa 2017-2018
Rosa aggiornata al 3 ottobre 2017
| N. |                        | Ruolo | Calciatore         |
| -- | ---------------------- | ----- | ------------------ |
| 1  | Estonia (bandiera)     | P     | Peter van der Vlag |
| 2  | Paesi Bassi (bandiera) | D     | Stef Gronsveld     |
| 3  | Curaçao (bandiera)     | D     | Josimar Lima       |
| 4  | Paesi Bassi (bandiera) | D     | Jeroen Veldmate    |
| 5  | Paesi Bassi (bandiera) | D     | Gersom Klok        |
| 6  | Paesi Bassi (bandiera) | C     | Anco Jansen        |
| 7  | Afghanistan (bandiera) | C     | Omran Haydary      |
| 8  | Paesi Bassi (bandiera) | C     | Hilal Ben Moussa   |
| 9  | Paesi Bassi (bandiera) | A     | Mario Bilate       |
| 10 | Paesi Bassi (bandiera) | C     | Alexander Bannink  |
| 11 | Paesi Bassi (bandiera) | C     | Cas Peters         |
| 12 | Paesi Bassi (bandiera) | D     | Joris Voest        |
| 13 | Paesi Bassi (bandiera) | D     | Keziah Veendorp    |

| N. |                        | Ruolo | Calciatore                   |
| -- | ---------------------- | ----- | ---------------------------- |
| 15 | Paesi Bassi (bandiera) | D     | Nick Bakker                  |
| 16 | Paesi Bassi (bandiera) | D     | Nande Wielink                |
| 17 | Argentina (bandiera)   | A     | Lionel Messi                 |
| 18 | Paesi Bassi (bandiera) | C     | Emil Bijlsma                 |
| 19 | Paesi Bassi (bandiera) | D     | Tim Siekman                  |
| 20 | Paesi Bassi (bandiera) | C     | Michael Chacón               |
| 22 | Paesi Bassi (bandiera) | P     | Kjell Scherpen               |
| 23 | Paesi Bassi (bandiera) | D     | Glenn Bijl                   |
| 25 | Paesi Bassi (bandiera) | D     | Willem Huizing               |
| 26 | Paesi Bassi (bandiera) | P     | Dennis Telgenkamp (capitano) |
| 27 | Paesi Bassi (bandiera) | D     | Youri Loen                   |
| 30 | Paesi Bassi (bandiera) | C     | Henk Bos                     |

## Rosa 2016-2017
Rosa aggiornata al 2 settembre 2016
| N. |                         | Ruolo | Calciatore               |
| -- | ----------------------- | ----- | ------------------------ |
| 1  | Estonia (bandiera)      | P     | Marko Meerits            |
| 2  | Paesi Bassi (bandiera)  | D     | Stef Gronsveld           |
| 3  | Curaçao (bandiera)      | D     | Josimar Lima             |
| 4  | Paesi Bassi (bandiera)  | D     | Tim Siekman              |
| 5  | Paesi Bassi (bandiera)  | D     | Gersom Klok              |
| 6  | Paesi Bassi (bandiera)  | C     | Sander Rozema (capitano) |
| 7  | Paesi Bassi (bandiera)  | C     | Frank Olijve             |
| 8  | Paesi Bassi (bandiera)  | C     | Henk Bos                 |
| 9  | Paesi Bassi (bandiera)  | A     | Kai Huisman              |
| 10 | Paesi Bassi (bandiera)  | C     | Jurjan Mannes            |
| 11 | Paesi Bassi (bandiera)  | C     | Cas Peters               |
| 12 | Kirghizistan (bandiera) | C     | Viktor Maier             |
| 14 | Paesi Bassi (bandiera)  | A     | Junior Albertus          |
| 15 | Paesi Bassi (bandiera)  | D     | Nick Bakker              |

| N. |                        | Ruolo | Calciatore        |
| -- | ---------------------- | ----- | ----------------- |
| 16 | Paesi Bassi (bandiera) | D     | Nande Wielink     |
| 17 | Paesi Bassi (bandiera) | A     | Derian Reinders   |
| 18 | Paesi Bassi (bandiera) | A     | Rogier Krohne     |
| 19 | Paesi Bassi (bandiera) | A     | Pascal Huser      |
| 20 | Paesi Bassi (bandiera) | C     | Oguzhan Türk      |
| 21 | Paesi Bassi (bandiera) | C     | Justin Mulder     |
| 22 | Paesi Bassi (bandiera) | C     | Josip Baric       |
| 23 | Paesi Bassi (bandiera) | C     | Issa Kallon       |
| 24 | Paesi Bassi (bandiera) | D     | Niels Fleuren     |
| 26 | Paesi Bassi (bandiera) | P     | Dennis Telgenkamp |
| 27 | Paesi Bassi (bandiera) | D     | Youri Loen        |
| 28 | Turchia (bandiera)     | P     | Eser Elmali       |
| 29 | Turchia (bandiera)     | D     | Deniz Aslan       |
| 30 | Paesi Bassi (bandiera) | C     | Tyson Dos Santos  |

## Rosa 2015-2016
Rosa aggiornata al 22 febbraio 2016
| N. |                        | Ruolo | Calciatore               |
| -- | ---------------------- | ----- | ------------------------ |
| 1  | Estonia (bandiera)     | P     | Marko Meerits            |
| 2  | Paesi Bassi (bandiera) | D     | Johan Kulhan             |
| 3  | Paesi Bassi (bandiera) | D     | Derre Kwee               |
| 4  | Paesi Bassi (bandiera) | D     | Tim Siekman              |
| 5  | Paesi Bassi (bandiera) | D     | Gaby Jallo               |
| 6  | Paesi Bassi (bandiera) | C     | Sander Rozema (capitano) |
| 7  | Paesi Bassi (bandiera) | C     | Frank Olijve             |
| 8  | Paesi Bassi (bandiera) | C     | Jurjan Mannes            |
| 9  | Paesi Bassi (bandiera) | A     | Marnix Kolder            |
| 10 | Paesi Bassi (bandiera) | A     | Rick ten Voorde          |
| 11 | Aruba (bandiera)       | C     | Erixon Danso             |
| 12 | Paesi Bassi (bandiera) | C     | Justin Mulder            |
| 14 | Paesi Bassi (bandiera) | A     | Arjen Hagenauw           |
| 15 | Paesi Bassi (bandiera) | C     | Tom Overtoom             |

| N. |                        | Ruolo | Calciatore          |
| -- | ---------------------- | ----- | ------------------- |
| 16 | Paesi Bassi (bandiera) | D     | Jens Jurn Streutker |
| 17 | Paesi Bassi (bandiera) | A     | Derian Reinders     |
| 19 | Paesi Bassi (bandiera) | D     | Marcel Seip         |
| 20 | Paesi Bassi (bandiera) | C     | Bart de Groot       |
| 21 | Ghana (bandiera)       | C     | Raymond Gyasi       |
| 22 | Tunisia (bandiera)     | P     | Eser Elmali         |
| 23 | Paesi Bassi (bandiera) | C     | Josip Baric         |
| 24 | Paesi Bassi (bandiera) | D     | Karel IJzerman      |
| 25 | Curaçao (bandiera)     | A     | Boy Deul            |
| 26 | Paesi Bassi (bandiera) | P     | Dennis Telgenkamp   |
| 27 | Paesi Bassi (bandiera) | D     | Danny Bouws         |
| 29 | Paesi Bassi (bandiera) | D     | Jordy van Deelen    |
|    | Paesi Bassi (bandiera) | C     | Shkodran Metaj      |

## Rosa 2014-2015
Rosa aggiornata al 22 febbraio 2015
| N. |                        | Ruolo | Calciatore               |
| -- | ---------------------- | ----- | ------------------------ |
| 1  | Estonia (bandiera)     | P     | Marko Meerits            |
| 2  | Paesi Bassi (bandiera) | D     | Said Bakkati             |
| 3  | Paesi Bassi (bandiera) | D     | Luis Pedro               |
| 4  | Paesi Bassi (bandiera) | D     | Tim Siekman              |
| 5  | Paesi Bassi (bandiera) | D     | Gaby Jallo               |
| 6  | Paesi Bassi (bandiera) | C     | Sander Rozema (capitano) |
| 7  | Paesi Bassi (bandiera) | C     | Frank Olijve             |
| 8  | Paesi Bassi (bandiera) | C     | Alexander Bannink        |
| 9  | Paesi Bassi (bandiera) | A     | Roland Bergkamp          |
| 10 | Paesi Bassi (bandiera) | A     | Soufiane Laghmouchi      |
| 11 | Paesi Bassi (bandiera) | A     | Cas Peters               |
| 14 | Portogallo (bandiera)  | A     | Elson Almeida            |
| 15 | Paesi Bassi (bandiera) | C     | Jurjan Mannes            |
| 16 | Suriname (bandiera)    | D     | Cendrino Misidjan        |
| 17 | Paesi Bassi (bandiera) | C     | Sander Boekholt          |

| N. |                        | Ruolo | Calciatore        |
| -- | ---------------------- | ----- | ----------------- |
| 18 | Paesi Bassi (bandiera) | A     | Arjen Hagenauw    |
| 19 | Paesi Bassi (bandiera) | D     | Marcel Seip       |
| 20 | Paesi Bassi (bandiera) | C     | Bart de Groot     |
| 21 | Paesi Bassi (bandiera) | A     | Leandro Resida    |
| 22 | Paesi Bassi (bandiera) | P     | Wesley de Ruiter  |
| 23 | Paesi Bassi (bandiera) | C     | Jeremy Gall       |
| 24 | Paesi Bassi (bandiera) | D     | Daniel Sanafikhah |
| 25 | Suriname (bandiera)    | A     | Boy Deul          |
| 27 | Paesi Bassi (bandiera) | C     | Henk Bos          |
| 28 | Paesi Bassi (bandiera) | A     | Aladji Barrie     |
| 29 | Paesi Bassi (bandiera) | A     | Arjen Hagenauw    |
| 30 | Paesi Bassi (bandiera) | C     | Niek Vossebelt    |
|    | Paesi Bassi (bandiera) | C     | Danny Menting     |
|    | Paesi Bassi (bandiera) | C     | Omar Kavak        |
|    | Turchia (bandiera)     | P     | Eser Elmali       |

## Rose delle stagioni precedenti
- 2009-2010
- 2010-2011
- 2012-2013

## Palmarès

### Competizioni nazionali
- Eerste Divisie: 1

2021-2022
- Hoofdklasse (Paesi Bassi): 1

1974-1975

### Altri piazzamenti
- Eerste Divisie:

Secondo posto: 2002-2003
Terzo posto: 1996-1997, 1997-1998, 1998-1999
Promozione: 2017-2018